# Private Emotion
«Private Emotion» es una canción pop escrita por Eric Bazilian y Rob Hyman y originalmente grabada por The Hooters, para su álbum de 1993, Out of Body. La canción fue versionada por Ricky Martin e incluida en su álbum Ricky Martin. Fue lanzado como sencillo el 8 de febrero de 2000 y contó con la colaboración de la cantante sueca Meja. Como Turquía era uno de los países donde la popularidad de Martin estaba en su apogeo, Ricky canta la canción con Sertab Erener en lugar de Meja en la edición turca del álbum. Las presentaciones en vivo de la canción han contado con la participación de otros artistas como Coco Lee y Delta Goodrem. 
El maxisingle australiano incluye «Almost a Love Song», que es una versión en inglés de la canción de Martin «Casi un bolero», tomada del álbum Vuelve, ganador del Grammy. 

## Vídeo musical
El primer vídeo musical, dirigido por Francis Lawrence, se emitió en marzo de 2000 y presenta a Meja. La versión turca presenta Sertab Erener en lugar de Meja. El vídeo muestra a Ricky congelado, así como también la habitación donde él se encuentra. A lo largo del vídeo, los eventos ocurren en reversa, descongelando el lugar, el agua cayendo hacia atrás, la habitación incendiada y finalmente a la normalidad.

## Listas de éxitos
La canción se convirtió en un éxito entre los diez mejores en Finlandia, Noruega, Suecia, Suiza y el Reino Unido. En los Estados Unidos, alcanzó el número sesenta y siete. En Suecia, «Private Emotion» obtuvo la certificación Gold. 

## Formatos y listados de pistas

### Weekly charts
| Chart (2000)                           | Peak position |
| -------------------------------------- | ------------- |
| Australia (ARIA)                       | 59            |
| Austria (Ö3 Austria Top 40)            | 19            |
| Bélgica (Flandes) (Ultratop 50)        | 30            |
| Bélgica (Valonia) (Ultratop 50)        | 18            |
| Europe (European Hot 100 Singles)      | 11            |
| Finlandia (OFC)                        | 6             |
| Finland (Finnish Top 50 Hits)          | 8             |
| Finland (Finnish Airplay Chart)        | 3             |
| Francia (SNEP)                         | 11            |
| Alemania (Media Control AG)            | 21            |
| Iceland (Íslenski Listinn Topp 40)     | 30            |
| Italia (FIMI)                          | 13            |
| Italy (Hit Parade Italia)              | 15            |
| Países Bajos (Dutch Top 40)            | 29            |
| Países Bajos (Mega Single Top 100)     | 29            |
| Nueva Zelanda (Recorded Music NZ)      | 12            |
| Noruega (VG-lista)                     | 7             |
| Escocia (Scottish Singles Sales Chart) | 6             |
| Spain (Top 40 Radio)                   | 25            |
| Suecia (Sverigetopplistan)             | 8             |
| Suiza (Schweizer Hitparade)            | 9             |
| Reino Unido (UK Singles Chart)         | 9             |
| Estados Unidos (Billboard Hot 100)     | 67            |
| Estados Unidos (Adult Contemporary)    | 21            |
| Estados Unidos (Latin Pop Airplay)     | 28            |
| Estados Unidos (Mainstream Top 40)     | 32            |
| US Top 40 Tracks (Billboard)           | 40            |

### Year-end charts
| Chart (2000)                          | Position |
| ------------------------------------- | -------- |
| Belgium (Ultratop 50 Wallonia)        | 70       |
| Europe (European Hot 100 Singles)     | 57       |
| Italy (Hit Parade)                    | 82       |
| Norway Russefeiring Period (VG-lista) | 20       |
| Sweden (Sverigetopplistan)            | 89       |
| Switzerland (Schweizer Hitparade)     | 41       |
| UK Singles (Official Charts Company)  | 150      |